# Equipe cambojana na Copa Davis
A equipe cambojana na Copa Davis representa o Cambodja na Copa Davis, principal competição de tênis masculina por equipes do mundo. É administrada pela Tennis Federation of Cambodia.